# Ferreira Costa
Ferreira Costa é uma rede brasileira de lojas de materiais de construção, acabamento, decoração, jardinagem e bricolagem, fundada em Garanhuns (Pernambuco) em 1884 pelo  imigrante português João Ferreira da Costa.
A empresa conta com oito grandes lojas, duas na cidade do Recife (bairros da Imbiribeira e da Tamarineira), uma em Salvador na Avenida Paralela (Bahia), uma na cidade de sua fundação, Garanhuns ,outra em Aracaju, próximo ao viaduto do Distrito Industrial de Aracaju, inaugurada em dezembro de 2015, uma em João Pessoa, fundada em 2019 que fica na estrada de Cabedelo, no bairro do Aeroclube, uma em Caruaru, na Avenida dos Estados, no bairro da Nova Caruaru e uma em Natal, no bairro do Capim Macio.
A loja do Ferreira Costa no bairro da Tamarineira no Recife é considerada o maior "home center" da Região Nordeste do Brasil, contando com 60 mil metros quadrados de área construída.